# Стороженко, Василий Яковлевич
Васи́лий Яковлевич Стороже́нко (4 апреля 1918 — 10 марта 1991) — советский танковый ас, гвардии майор, кавалер тринадцати боевых наград.
В 1943-м году после Курской битвы имел на своём боевом счету 29 уничтоженных танков противника.

## Биография
Родился 4 апреля 1918 года на хуторе Ерёмин (ныне — Ольховатского района Воронежской области) в крестьянской семье. Окончил Копанянскую общеобразовательную школу (Воронежская область). Работал трактористом. В 1938 году, записался в  РККА и начал службу.

### 1941: Битва под Москвой
Участник Великой Отечественной войны с 22 июня 1941 года. Начинал стрелком у мастера танкового боя, подполковника Александра Фёдоровича Бурды на среднем танке Т-28.
Командир орудия в 1-й гвардейской танковой бригаде сержант В. Я. Стороженко отличился в боях под Москвой.
Из наградного листа:

6 октября 1941 года экипажу поставлена задача: выйти на безымянную высоту в районе Первый Воин Орловской области и ударить во фланг танковой группировке немцев, чтобы преградить дальнейшее продвижение танков противника, а остальную часть, отрезанную от главных сил, уничтожить. В этом бою уничтожено: 2 танка, 1 тяжёлое орудие с расчётом и 2 ПТО.
9 октября 1941 года, выполняя задачу по разгрому фашистских танков в районе Ильково-Головлёво, экипаж, обойдя с фланга, внезапно напал на танковую колонну противника, уничтожил 4 танка с экипажами и 1 орудие с расчетом.

7 января 1942 года награждён орденом Красного Знамени.

### 1942: Воронежско-Ворошиловградская операция
С 1 июля по 7 сентября 1942 года 1-я гвардейская танковая бригада в составе 1-го танкового корпуса вела оборонительные бои в полосе 13-й и 38-й армий Брянского фронта в районе города Воронеж (Воронежско-Ворошиловградская операция).
23 июля 1942 года при атаке деревни Сомово танки 1-й гвардейской танковой бригады вклинились в позиции противника и обошли её справа, чтобы атаковать с тыла. Но во время этого манёвра танкисты сначала подверглись сильной бомбардировке с воздуха, а затем им самим в тыл вышли 8 танков противника. В этот критический момент, командир Т-34 гвардии младший лейтенант В. Я. Стороженко развернул свой танк и в одиночку пошёл в атаку на врага. Потеряв три танка от меткого огня Т-34, немецкие танки скрылись за скатом высоты, откуда начинали свою атаку. Всего за три дня боёв на счету экипажа Стороженко — 4 танка противника, 4 орудия, 3 ПТО, одна зенитная установка, 3 автомашины с боеприпасами и 200 солдат и офицеров противника. Представлялся к ордену Ленина, однако был награждён орденом Красного Знамени (1 сентября 1942).

### 1943: Курская битва и освобождение УССР
Участник Курской битвы. 5 июля 1943 года танковая рота гвардии лейтенанта В. Я. Стороженко была поднята по тревоге. Три месяца перед этим танкисты 14-го танкового полка 1-й механизированной бригады 3-го механизированного корпуса тщательно готовились к обороне. Поэтому когда на позиции советских войск обрушились немецкие танковые части, сюрприза не было. 6 июля рота Стороженко была в резерве.
7 июля рота В. Я. Стороженко стояла в засаде в районе населённых пунктов Луханино (Яковлевский район Белгородской области), Сырцов (Пенка), где противник атаковал силами до 250 танков (в том числе, наступали части моторизованной дивизии «Великая Германия»). По воспоминаниям В. Я. Стороженко, немецкие танкисты без разведки вышли с утра на позиции соседней 2-й танковой роты, которая занимала оборону на высотке. Стороженко развернул свою роту и помог соседям, расстреляв во фланг 36 танков противника. По данным наградного листа, советские танкисты отбили несколько атак, уничтожив 10 танков, из них экипаж В. Я. Стороженко подбил два средних танка и сжёг один средний танк. Танк Василия Стороженко был подбит, но экипаж смог вернуться в расположение части на другом танке бригады. Момент возвращения в часть запечатлел фронтовой фотокорреспондент газеты «Правда» Яков Рюмкин и снимок был опубликован в газете. Через 20 лет Василий Стороженко и Яков Рюмкин случайно встретились и в результате появился снимок Василия Стороженко в окружении пионеров, который был опубликован на обложке журнала «Огонёк» № 32 за 4 августа 1963 года.
8 и 9 июля в боях участвовали уже обе танковые роты. 10 июля роту Стороженко перебросили в район деревни Верхопенье, где по воспоминаниям В. Я. Стороженко прорывались 180 немецких танков. 10 танков Стороженко приняли неравный бой, выдержав три атаки при поддержке артиллерии и «Катюш». При этом танк Стороженко, расстреляв весь боекомплект, был подбит попаданием в двигатель и взорван экипажем. Всего экипаж Стороженко в боях 7-10 июля отбил 15 атак. Члены экипажа:
- командир танка гвардии лейтенант В. Я. Стороженко;
- механик-водитель Иван Пудов;
- командир орудия Фёдор Косых;
- радист-заряжающий Александр Торбин.

Награждён орденом Отечественной войны I степени (15 июля 1943).

Заметка в военной газете описывает подвиг В. Я. Стороженко так:

Гвардии лейтенант Стороженко поставил роте задачу: встретить немцев огнём из засад, остановить их и стоять насмерть на рубеже. После адской бомбёжки 100 немецких танков атаковали участок, на котором стояла рота. Наши танкисты, соблюдая строгую дисциплину огня, подпустили немцев на ближние дистанции. Первым дал выстрел Стороженко. За ним обрушили свои снаряды на фашистов и остальные наши экипажи. Несколько раз пытались немцы прорваться, но всякий раз танки Стороженко преграждали им путь. Командир роты лично уничтожил в этом бою 9 вражеских танков.
Всего в боях 6-10 июля экипаж В. Я. Стороженко подбил и уничтожил 10 танков противника. В 1943-м году после Курской битвы имел на своём боевом счету 29 уничтоженных вражеских танков (по собственным словам — 26), сам 6 раз горел.
Принимал участие в боях на Бердичевском направлении по освобождению Украины. 28 декабря 1943 года в районе совхоза «Звенячий» Казатинского района Винницкой области группа из 4-х танков Т-34 под командованием командира роты 67-го гвардейского танкового полка 19-й гвардейской механизированной бригады гвардии старшего лейтенанта В. Я. Стороженко, следуя по маршруту, столкнулась с группой танков противника и пехотой. Несмотря на численное превосходство противника, принял бой. Противник, не выдержав натиска, отошёл, потеряв два танка, одно самоходное орудие и до 70 солдат и офицеров. Через три дня, 31 декабря, в районе Пляхова противник сосредоточил 15 танков и пехоту для контратаки танкистов Стороженко. Однако Стороженко, оценив обстановку, принял решение действовать внезапно и решительно: атаковать самому. Взяв инициативу в свои руки, он заставил отступить части вермахта. При этом немецкие потери составили 35 автомашин и около 100 человек, были захвачены крупные продовольственные склады и склады армейского снаряжения. Подразделение Стороженко потерь не имело. Награждён орденом Александра Невского (9 февраля 1944).

### 1944—1945
Командир «железной роты» (в каждом экипаже служил ветеран) 49-й танковой бригады (с 23 октября 1943 года — 64-я гвардейская танковая бригада). Заместитель командира батальона по строевой части гвардии капитан В. Я. Стороженко был примером для личного состава 3-го танкового батальона 64-й гвардейской танковой бригады. Всё время находился в боевых порядках батальона, при выполнении боевых задач был смел и решителен. В частности, во время Берлинской операции, при взятии населённого пункта Лабенц, в марте 1945 года, представлялся к третьему ордену Красного Знамени, но был награждён орденом Отечественной войны II степени (10 апреля 1945).

### Послевоенные годы
После войны приехал в посёлок Ивня Курской области (ныне Белгородской области), где работал заведующим районным отделом социального обеспечения.
Умер 10 марта 1991 года в посёлке Ивня.

## Награды
- два ордена Красного Знамени (7 января 1942, 1 сентября 1942)
- орден Александра Невского (9 февраля 1944)
- орден Отечественной войны I степени (15 июля 1943)[15]
- два ордена Отечественной войны II степени (10 апреля 1945, 6 апреля 1985)
- медали:
  - медаль «За оборону Киева»
  - медаль «За оборону Москвы»
  - медаль «За победу над Германией в Великой Отечественной войне 1941—1945 гг.»
  - медаль «Двадцать лет Победы в Великой Отечественной войне 1941—1945 гг.»
  - медаль «За освобождение Варшавы»

## Семья
Женат. С будущей женой, Анной Афанасьевной, познакомился в Ивне летом 1943 года, во время подготовки к обороне перед Курской битвой. Дав ей обещание остаться в живых и вернуться, после войны приехал в Ивню.

## Память
О боевом пути командира «железной» роты В. Я. Стороженко имеется экспозиция в историко-краеведческом музее Ивнянской средней общеобразовательной школы № 1.